# Sint-Pieterskerk (Douai)
De Sint-Pieterskerk of Sint-Pietersstiftkerk in Douai (Frans: collégiale Saint-Pierre de Douai ) is een kapittelkerk. De Sint-Pietersstiftkerk heeft met een kerkschip van 112 meter het langste van Frankrijk benoorden Parijs. Sinds 21 februari 1974 is de kerk geclassificeerd als een historisch moment. De kapittelkerk deed ook dienst als universiteitskerk van de Universiteit van Dowaai. De kapittelkerk gebouwd in Vlaams gotische stijl gecombineerd met het classicisme van de 17e en 18e eeuw.
Uniek voor Douai is dat het een van de weinige steden is die twee collegiale kerken heeft gehad; de andere was de kapittelkerk van Sint-Amatus. Op de plek van die kerk is nu een plein gelegen.

## Geschiedenis en kerkinterieur
De voormalige parochiekerk werd waarschijnlijk in 1113 opgericht als kapittelkerk, door graaf Boudewijn VII van Vlaanderen, bijgenaamd "de Bijl". De kerken ten oosten van de Scarpe vielen onder zijn jurisdictie. Het oorspronkelijke gebouw dateert uit de negende eeuw en in 1248 bouwde Pierre Honoric de Sinte-Maria Magdelenakapel. Schepen van de stad en graanhandelaar Jean Rayne, werd in 1364 slachtoffer van een gerechtelijke dwaling en daarom bij decreet van de Raad van de Koning begraven in de Heilig-Kruiskapel.
De gotische kerk dreigde rond 1734 gesloopt te worden, omdat het een ruïne werd. De afbraak was al begonnen, maar de parlementsvoorzitter Charles-Joseph de Pollinchove van het Frans-Vlaamse Parlement van Vlaanderen dat zich tussen 1668 en 1790 in Dowaai bevond, redde het bouwwerk van volledige sloop. Dankzij zijn ingrijpen werd de kapittelkerk tussen 1740 en 1750 in de vorm van een Latijns kruis opnieuw opgetrokken, bestaande uit drie kerkbeuken en bekroond met een koepel. Het huidige schip dateert dus grotendeels uit de periode tussen 1735 en 1750.
Het huidige gebouw is 112 m lang en 42 m breed en de gewelven zijn 25 m hoog. Het werd ontworpen door Antoine-Joseph Lefebvre, architect van de stad. Sommige bronnen beweren dat de plannen zijn van de Brusselse architect Michel de Brissy.

### Klokkentoren
De klokkentoren werd herbouwd tussen 1513 en 1687. Aan de kerktoren begon men in gotische stijl en voltooide haar in classicistische stijl door de toevoeging van torentje. Vernieuwing van het classicistische torentje vond plaats tussen 1904 en 1905.

### Transepten
In het linker transept van de kerk zijn grafmonumenten te vinden voor de 18e-eeuwse Dowaaise hoogleraar geneeskunde, rector magnificus, ziekenhuisdirecteur en tevens burgemeester Antoine-Joseph Mellez , Edouard-Nicolas-Joseph Deforest de Lewarde en voor de eerder genoemde parlementsvoorzitter Charles-Joseph de Pollinchove. Het grafmonument voor Pollickhove werd gemaakt door beeldhouwer Christophe-Gabriel Allegrain. Naast deze grafmonumenten bevindt zich in dit transept; een marmeren altaar en kandelaars zijn afkomstig uit de Abdij van Marchiennes. Het centrale schilderij werd geschilderd voor de kerk zelf, de twee ernaast stammen uit de Abdij van Anchin.
In het rechter transept komt het altaar uit de eerder genoemde Abdij van Marchiennes en de schilderijen die ernaast hangen uit de eveneens eerder genoemde Abdij van Anchin. Verder is er een calvarieberg uit de Abdij van Flines te vinden, waarachter zes marmeren bas-reliëfs te vinden zijn, afkomstig uit de Sint-Amandsabdij. In dit transept zijn ook twee schilderijen van Serin te vinden, genaamd "De inhuldiging van Sint- Maurontius" (een heilige afkomstig uit Dowaai en verbonden met de Sint-Amantusstiftkerk) en "De dood van (de uit Atrecht afkomstige) Sint-Vaast". Deze schilderijen zijn afkomstig uit het voormalige college van Engelse benedictijnen.
Het kerkgebouw is opmerkelijk vanwege de harmonie uit het classicisme en de eerdere bouwstijlen en bevat veel schilderijen van de Franse school uit de achttiende eeuw, een altaarstuk uit het begin van de zeventiende eeuw en marmeren sculpturen uit de 17e en 18e eeuw. Al het overige kerkmeubilair dateert grotendeels uit de 18e eeuw. Ook een verguld zilverjacht uit de dertiende eeuw.

### Kapel van Onze Lieve Vrouwe der Wonderen
Boven de kapel bevindt zich de koepel van het kerkgebouw en bestaat uit zes schilderijen die de kapel en de vestibule rondom het altaar. Op het altaar bevindt zich een 16e-eeuwse Madonna Naast ligt de kruisweg gemaakt door de kunstenaar Jean-Paul Blanc, winnaar van de Prix de Rome in 1867 en een medaillon van Chanoine Joleaud van Houssin. Achter de kapel bevindt zich een Madonna in een nis aan de buitenkant van de kerk boven de winkelstraat Rue de Saint-Christophe. Deze Madonna stamt uit de zestiende eeuw en is afkomstig uit een kerk die gesloopt werd in 1734.

### Hoogaltaar en de kapel van Sint-Laurentius
Het hoogaltaar van de kerk stamt uit de 18e eeuw en is gemaakt in de Lodewijk XV-stijl en heeft aan weerszijden beelden voor Sint-Pieter enerzijds en Sint-Paulus anderzijds, sculpturen van de beeldhouwer Theofilé Bra. Verder is er ook een Madonna aan de linkerzijde te vinden en beschikt het hoofdaltaar over een koororgel. Op het koor zijn verder  koorgestoelte te vinden voor de kanunniken en de Vlaamse parlementsleden. Deze koorbanken werden gebruikt tot de Franse Revolutie.
In de naast gelegen Sint-Laurentiuskapel bevinden zich een buste van Sint-Rochus en het schilderij "De opstanding van Lazarus" gemaakt door de Brabantse barokschilder Abraham Janssens.

## Herdenkingsmonument voor de Universiteit van Dowaai

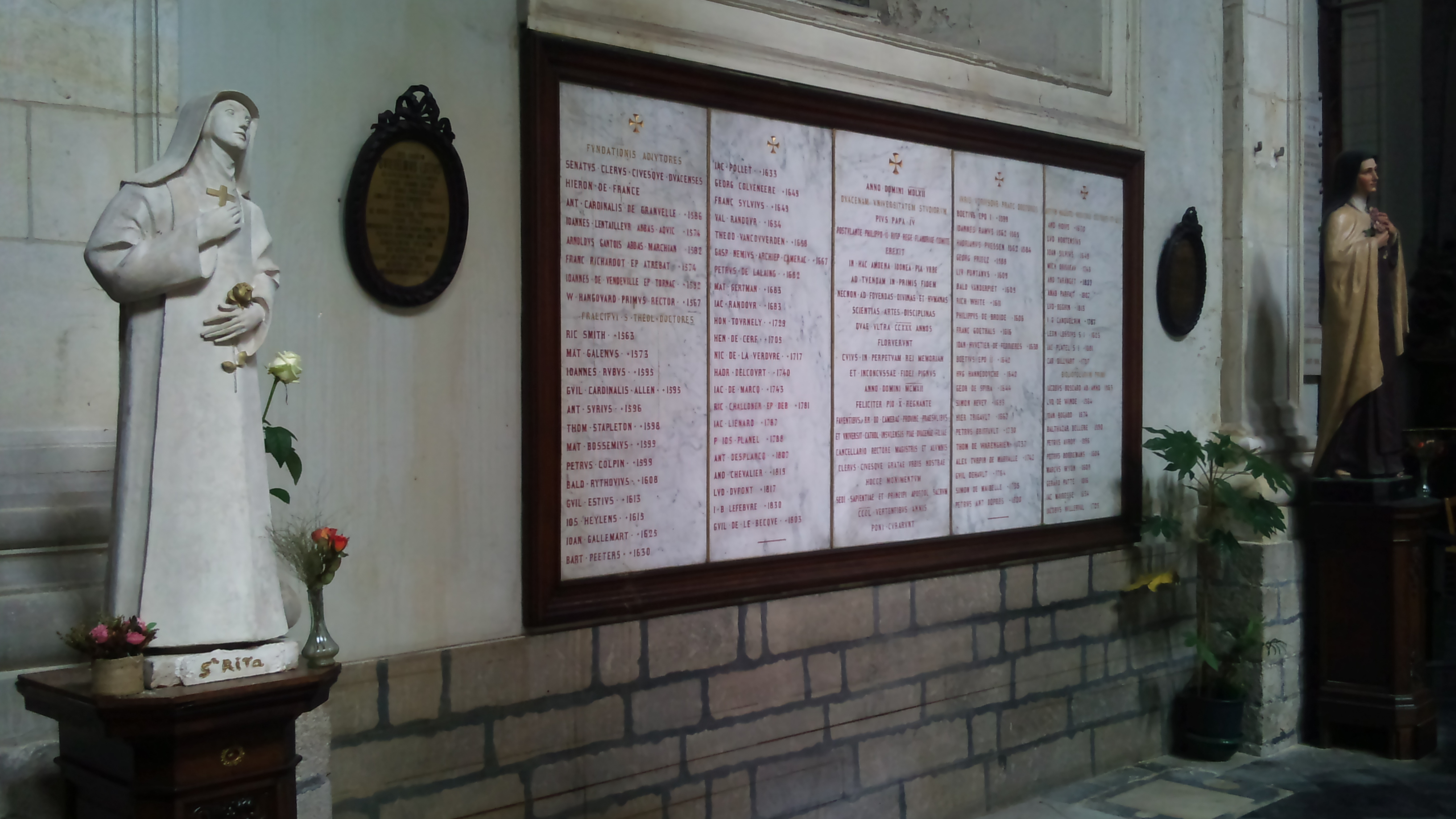
Plaquette voor de professoren van Universiteit van Dowaai

In de kerk bevindt zich een plaquette voor de professoren van de Universiteit van Dowaai die bestond tussen 1562 en 1887. De universiteit beschikte over acht colleges, achttien refugiehuizen en tweeëntwintig seminaries. Deze instituten waren verbonden aan vijf faculteiten: letteren, theologie, geneeskunde, kerkelijk recht en burgerrecht. De universiteit trok veel Vlaamse en Franse professoren en studenten aan en daarnaast veel Engelsen, Schotten en Ieren. Tussen 1705 en 1744 was de Universiteit van Dowaai de tweede universiteit van het koninkrijk Frankrijk qua studenten en professoren, na de Sorbonne in Parijs.

## Gedenkteken en de reliekschrijn voor Sint-John Southworth
Links van de hoofdingang, onder de toren, bevindt zich een gedenkteken en een reliekschrijn van Sint-John Southworth die eraan herinnert dat Dowaai 125 jaar lang onderdak bood aan Engelse katholieken die waren gevlucht voor de vervolgingen van de koning Hendrik VIII van Engeland en zijn dochter, de latere koningin Elizabeth I van Engeland.

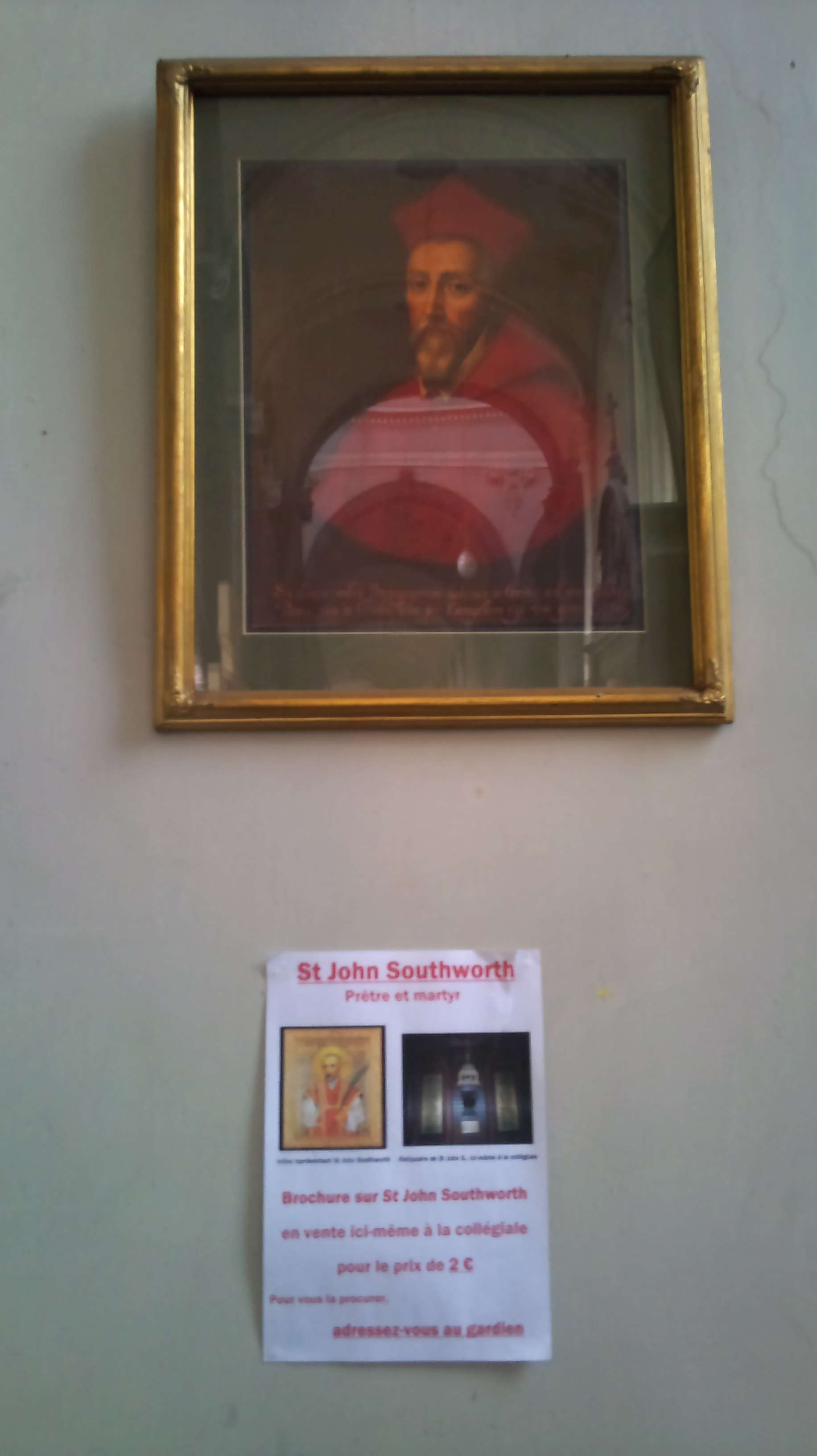
Het gedenkteken van Sint-John Southworth
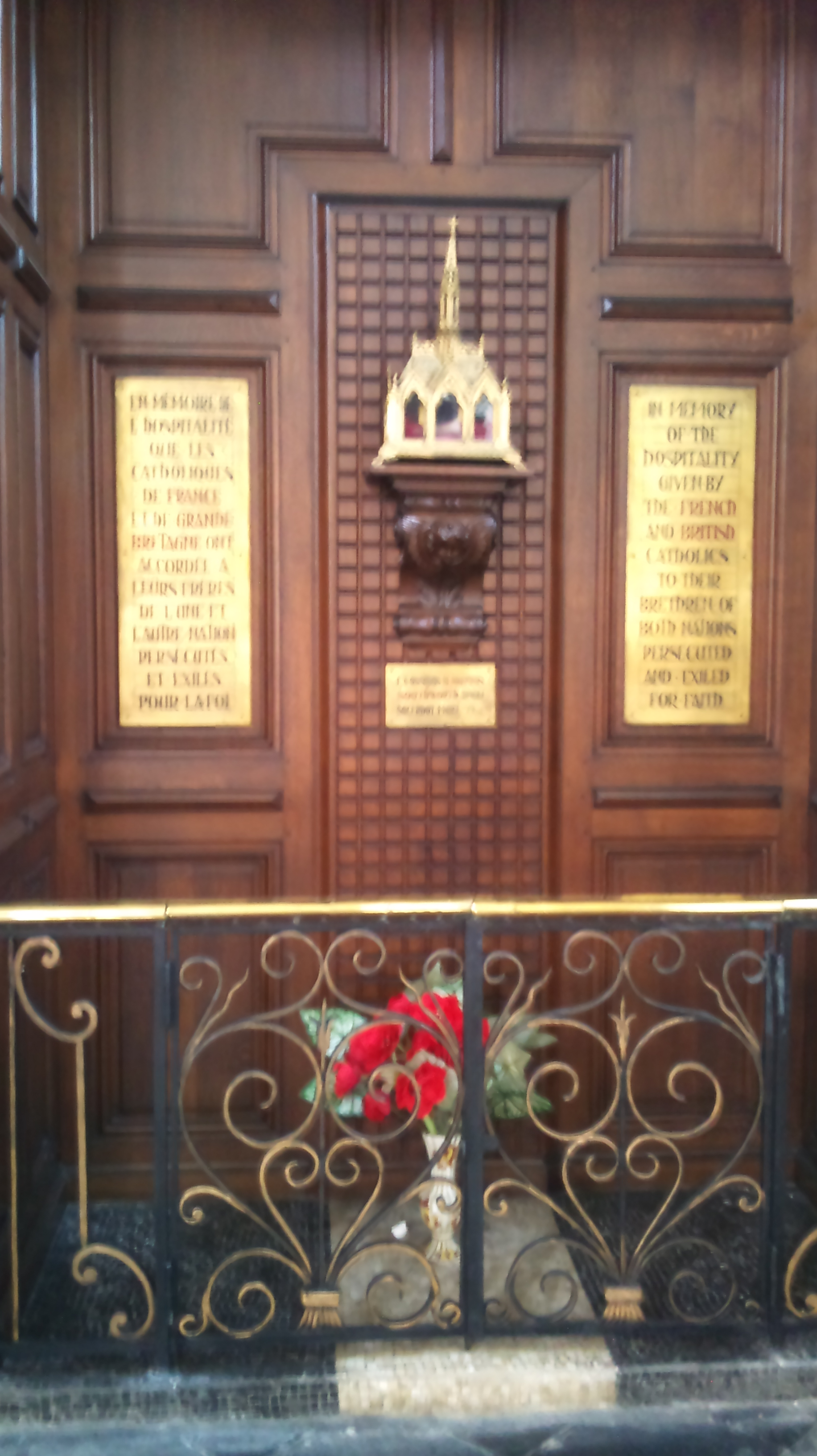
De reliekschrijn van Sint-John Southworth

## Relikwie van Jacobus de Meerdere
Na de herdenkingsviering van de 1200 jaar pelgrimsroute naar Santiago de Compostella en de opname op de op de Werelderfgoedlijst van Unesco in 1998 is het Franse Ministerie van Cultuur verantwoordelijk voor deze relikwieën van Sint-Jakobus de Meerdere omdat zowel Dowaai als Atrecht aan deze route lag. Het hoofd van deze apostel zou in Atrecht zijn. Stukken van deze relikwie zouden vanuit Atrecht over de Zuidwestelijke Nederlanden verdeeld zijn tussen de steden Ariën-aan-de-Leie, Bonen en Dowaai. De vergeten relikwie lag in de Sint-Jacobskerk, een parochiekerk van deze kapittelkerk. De relikwie is een wenkbrauwboog dat authentiek is verklaard en ter herdenking van het vijfhonderdjarig bestaan van de toren nu tentoongesteld is in de in 2009 volledig gerenoveerde kapittelkerk.
De kerk beschikt naast het eerder genoemde koororgel ook over een orgelkast uit de Abdij van Anchin. De orgeltribune wordt versierd met panelen die ook afkomstig zijn uit deze abdij.

## Afbeeldingen

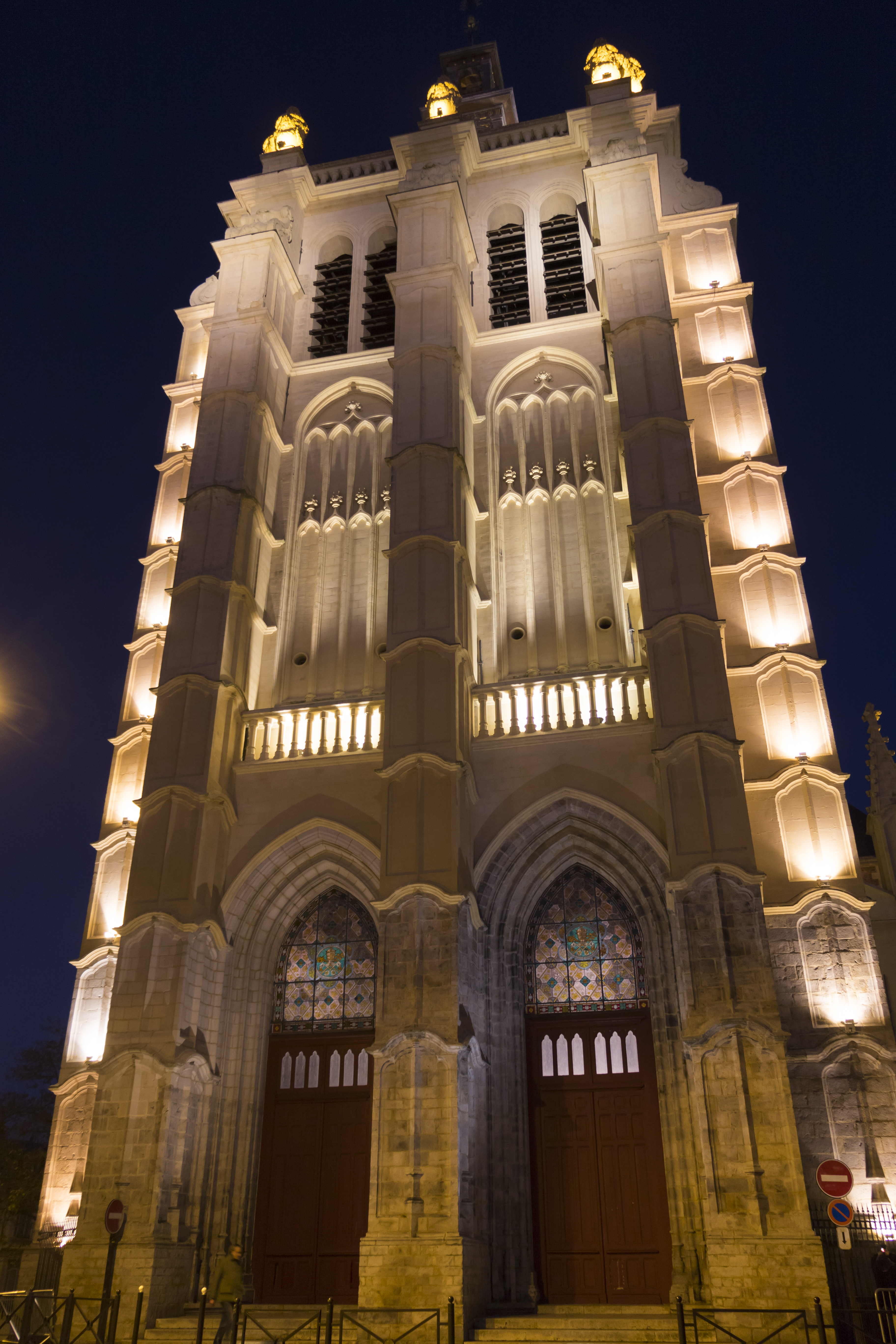
De kerktoren bij avond
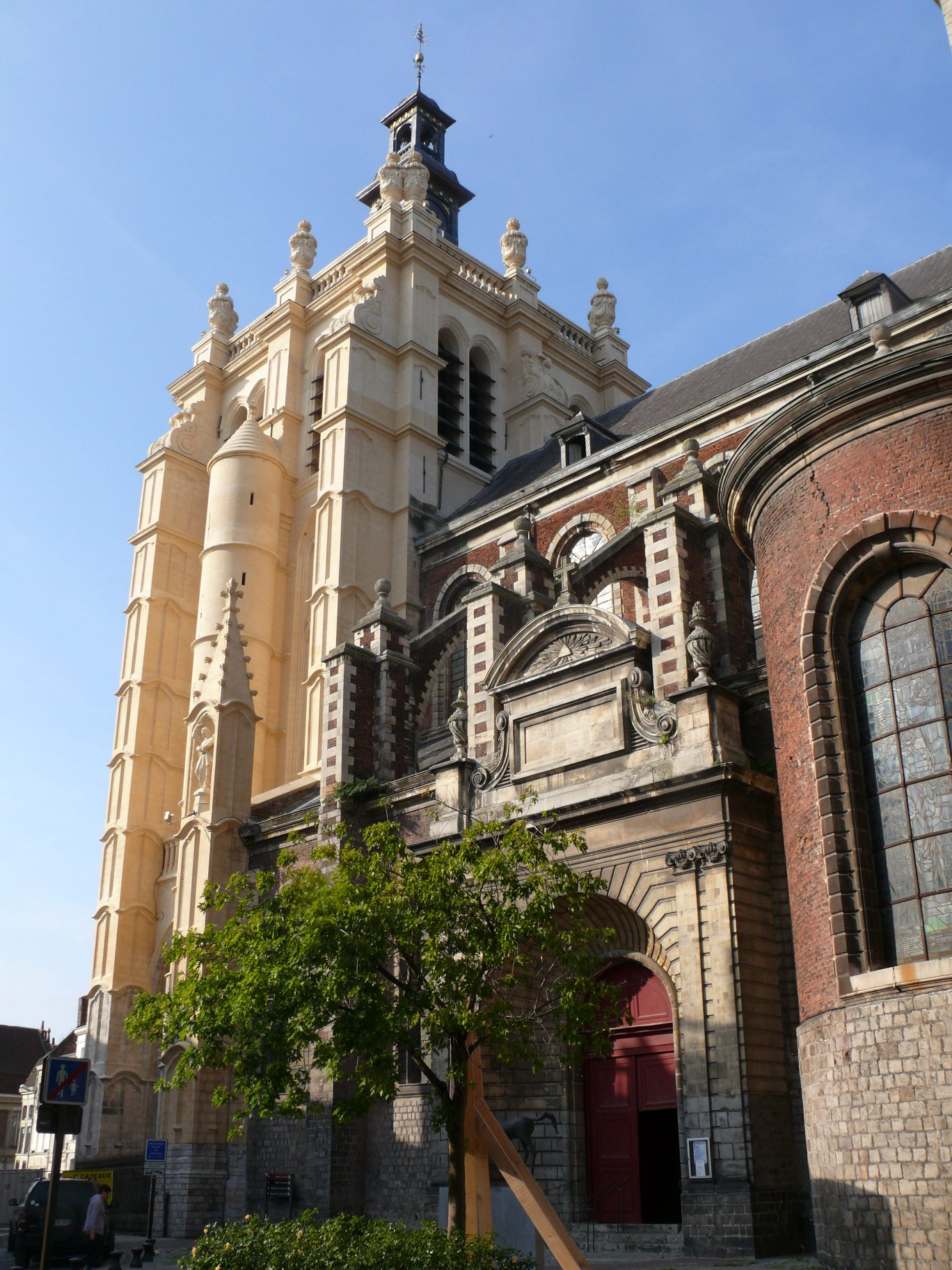
De kerktoren en een van de ingangsportalen van de kerk
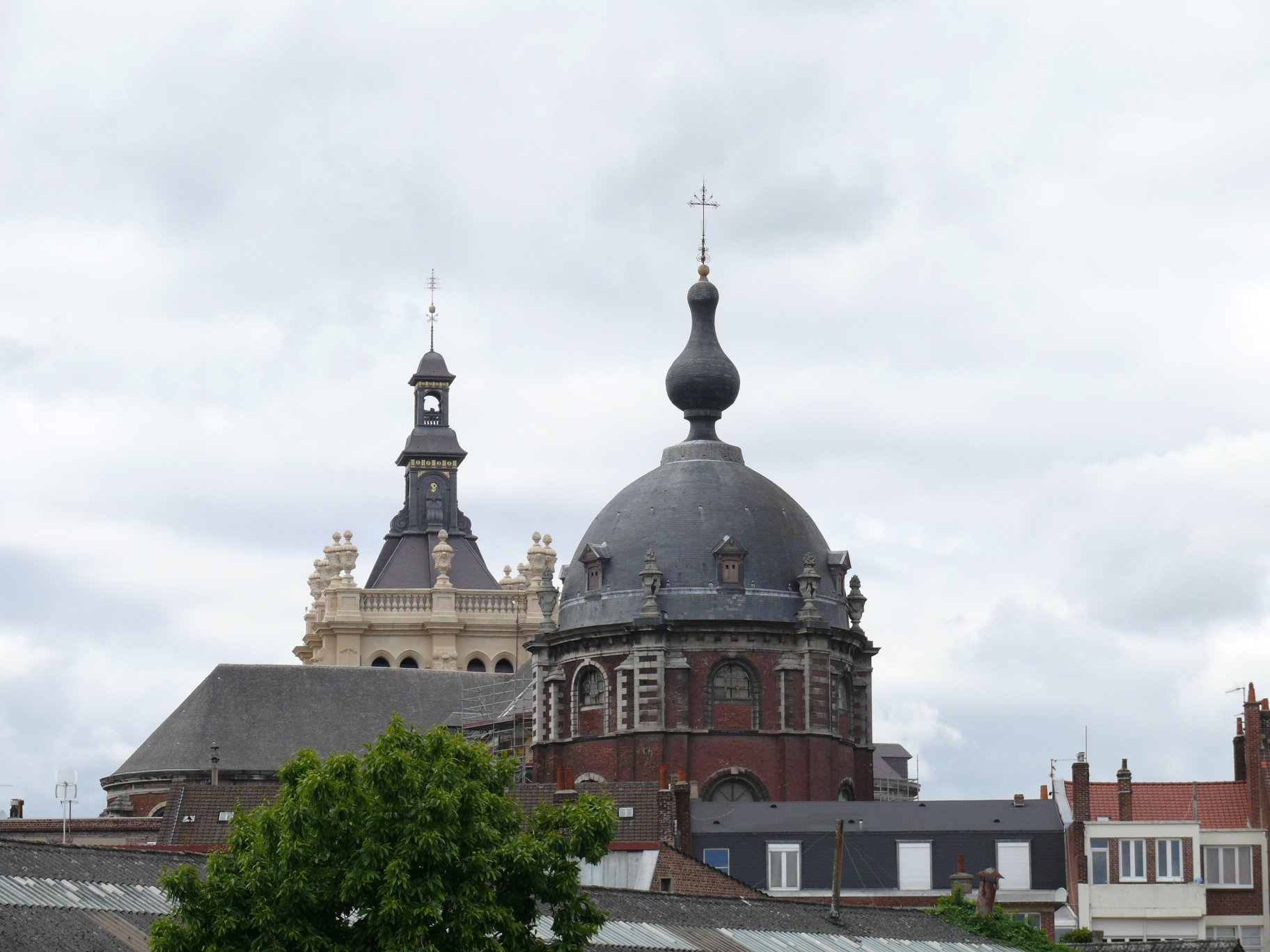
De koepel van de kerk naast de classicistische torenspits van de kerk
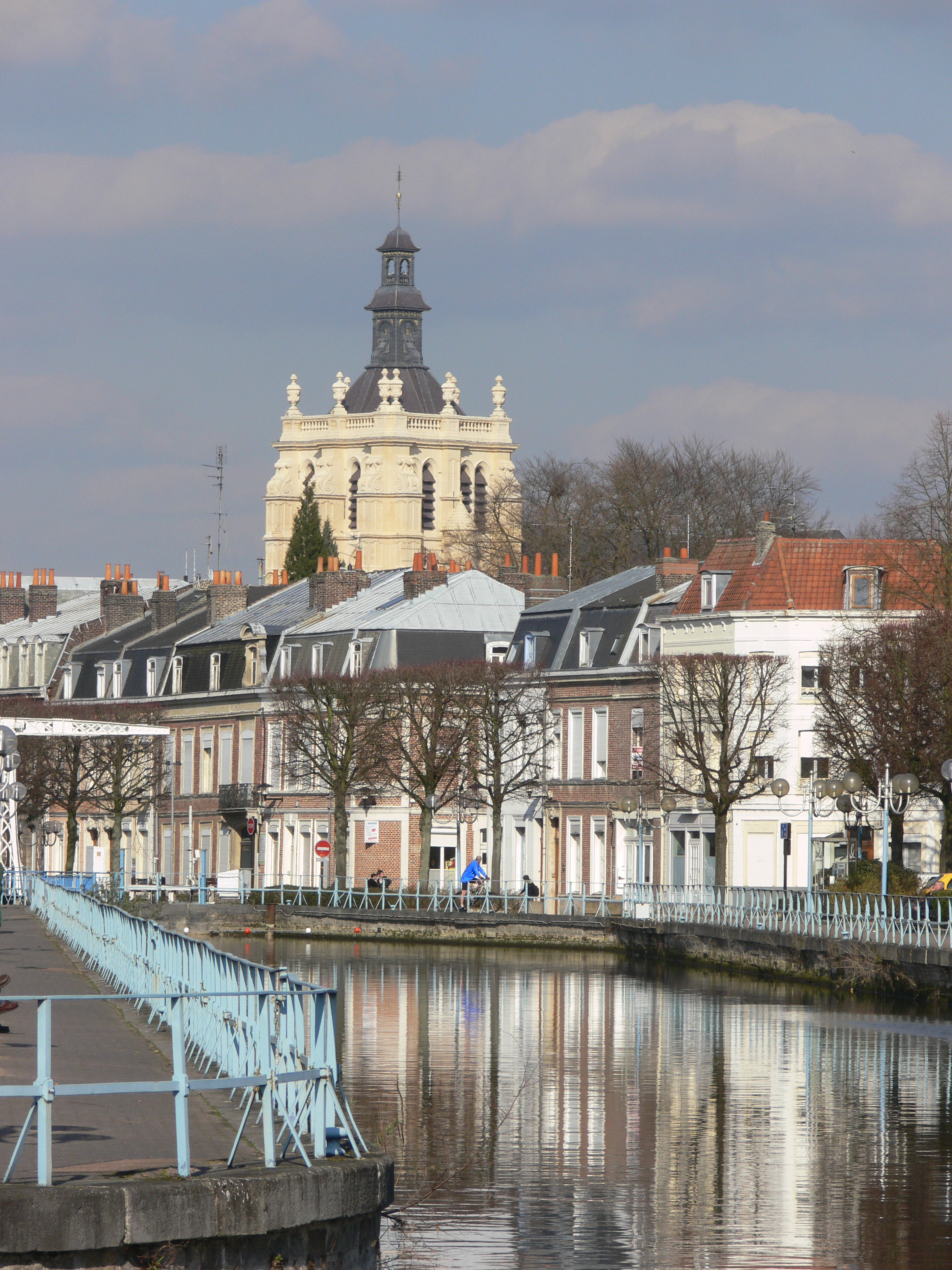
De kerktoren met op de voorgrond, de rivier de Scarpe die de stad groot heeft gemaakt
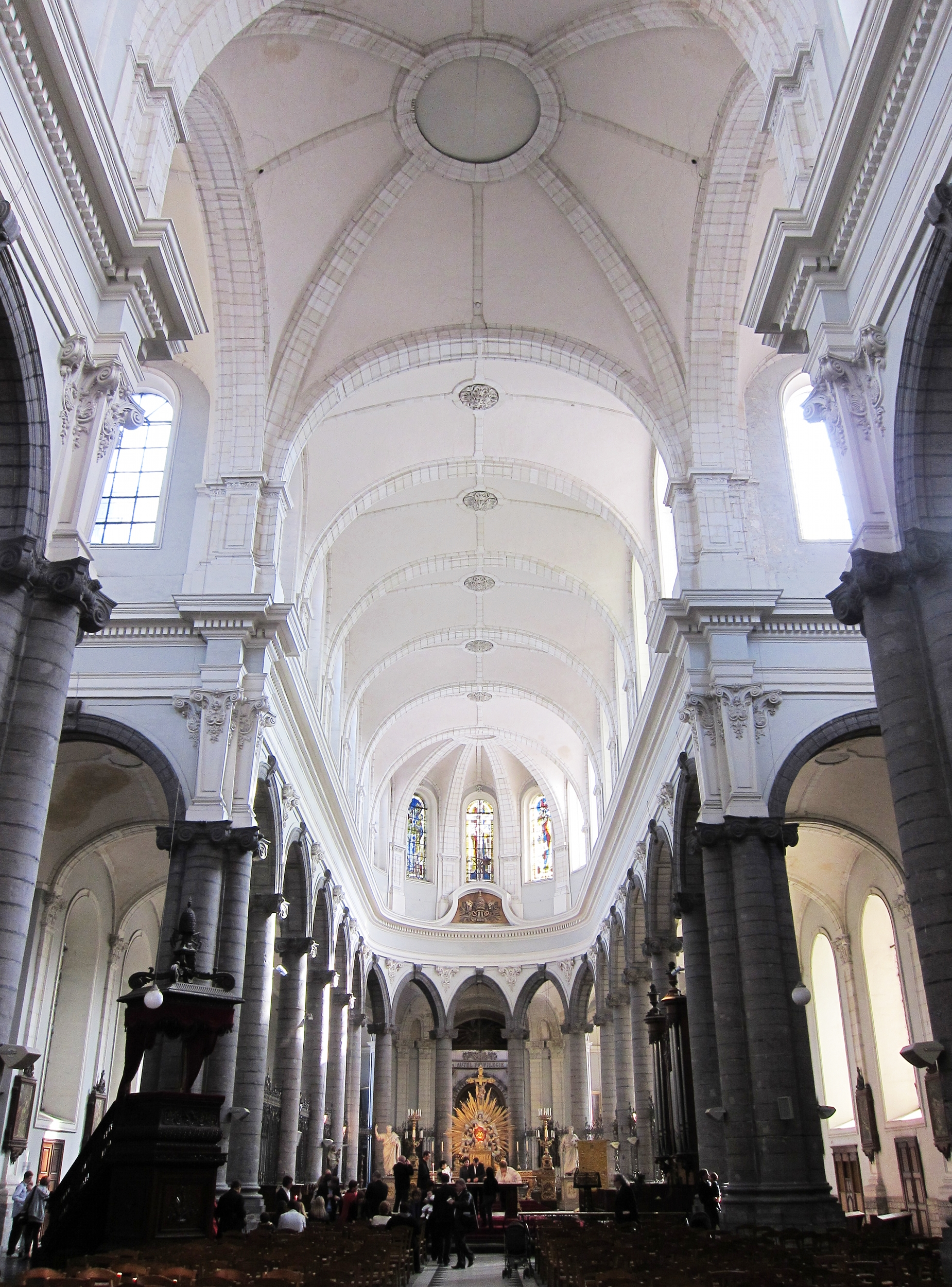
Het classicistische schip met op de achtergrond het hoofdaltaar
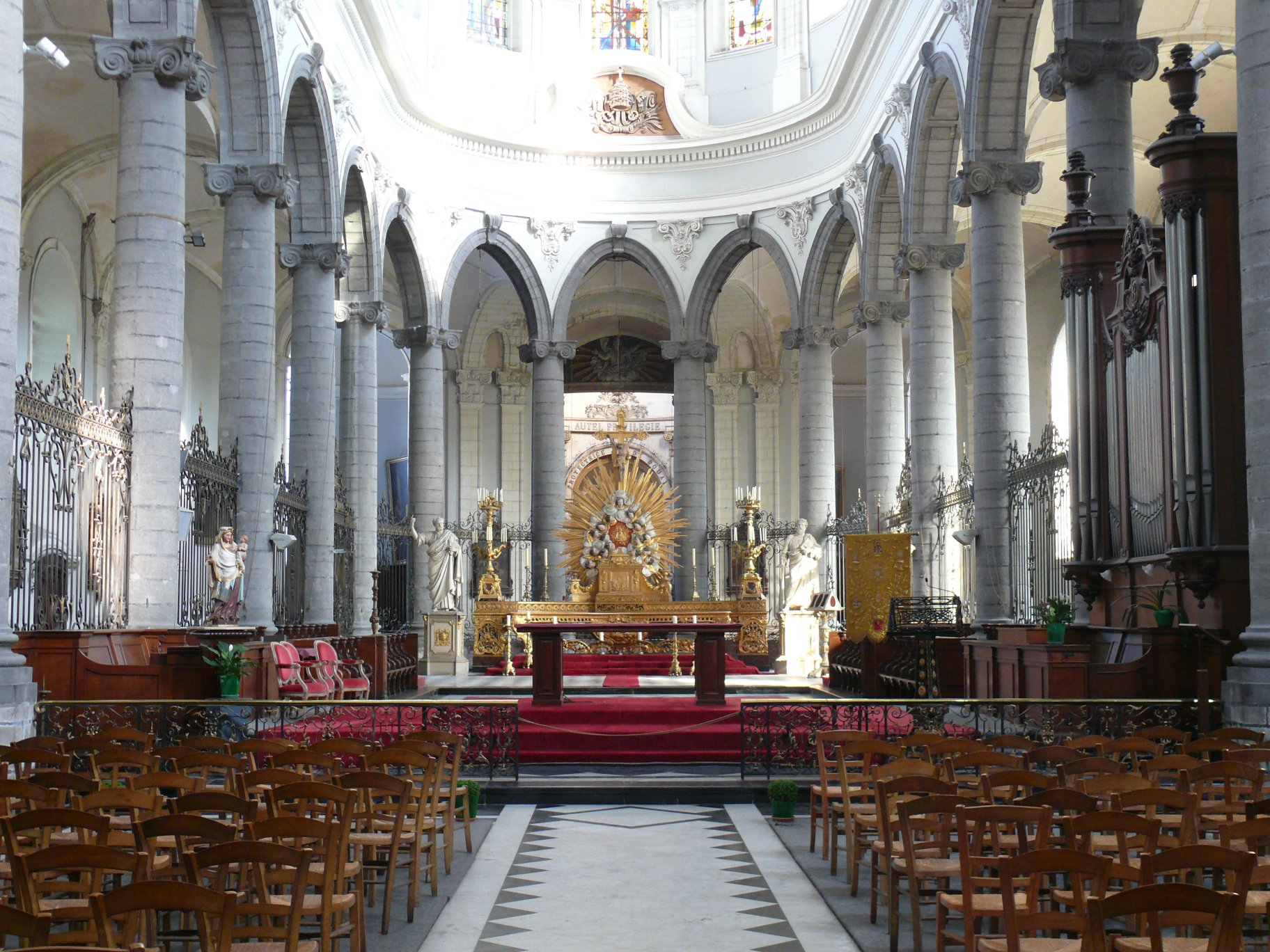
Het hoofdaltaar van de kerk
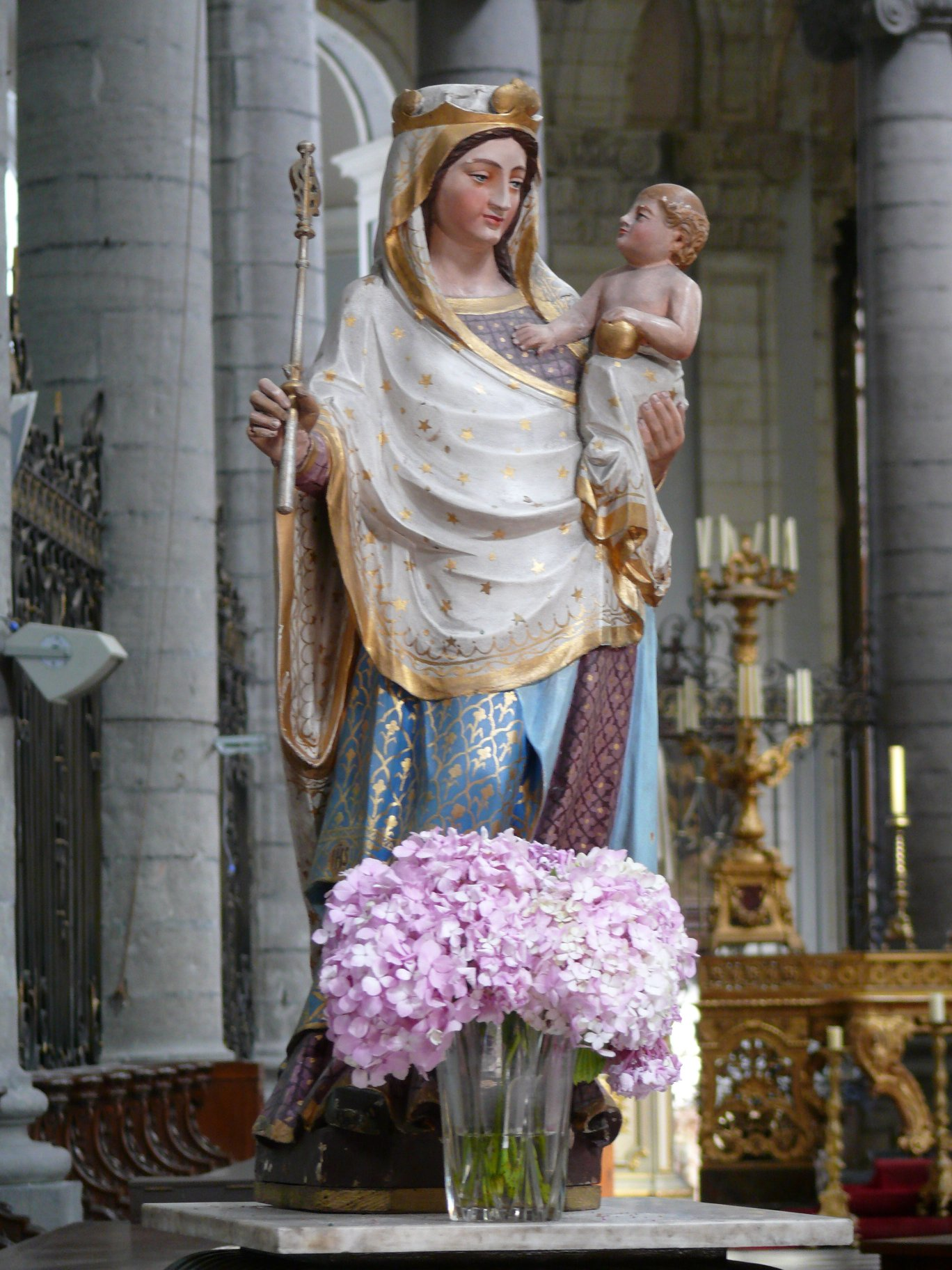
Close-up van de Madonna op het hoofdaltaar
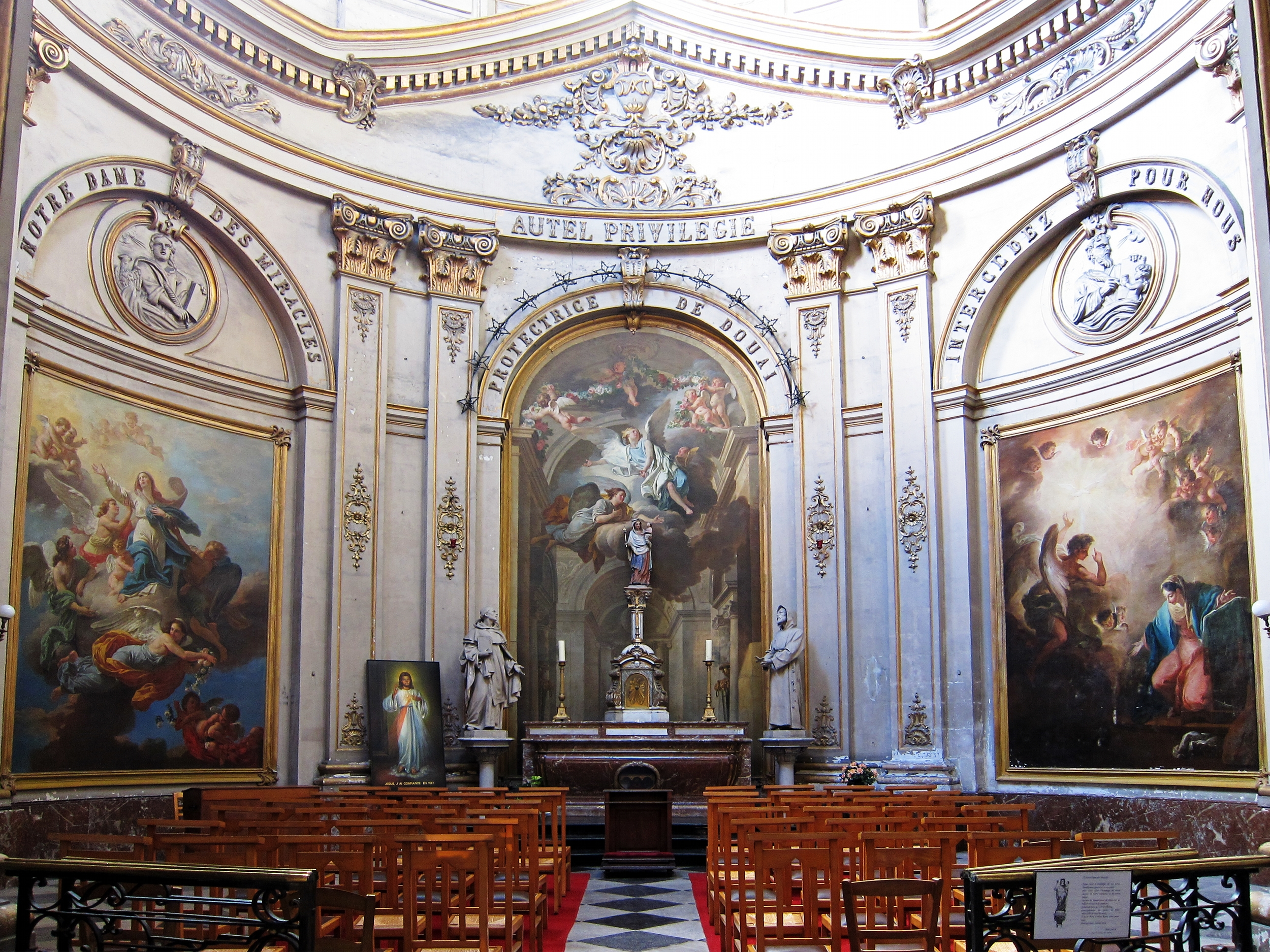
Detail van het altaar in de Onze lieve vrouwe van de wonderenkapel
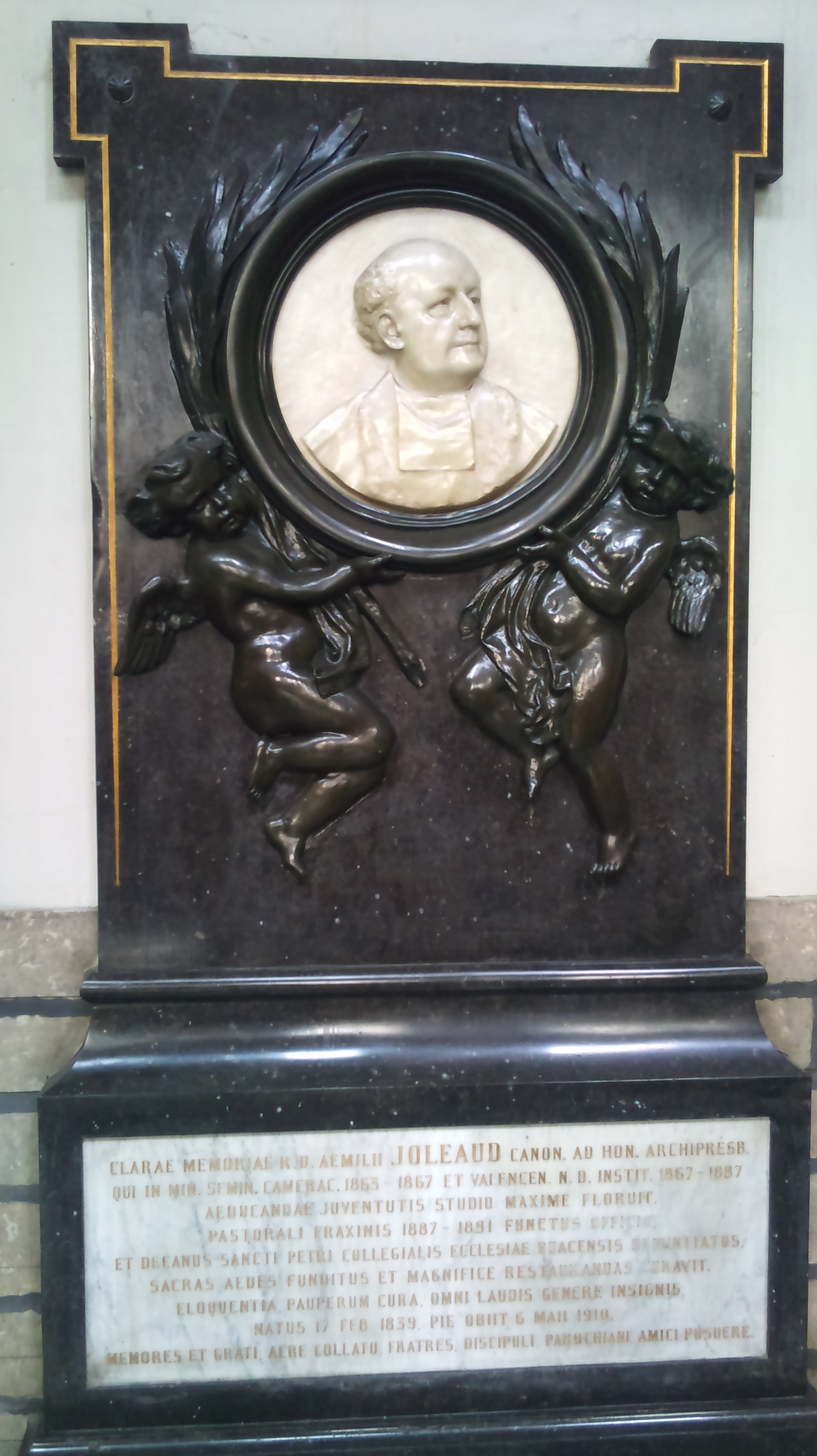
Het Medaillon voor Chanoine Joleaud van Houssin in de O.L.V. der wonderenkapel
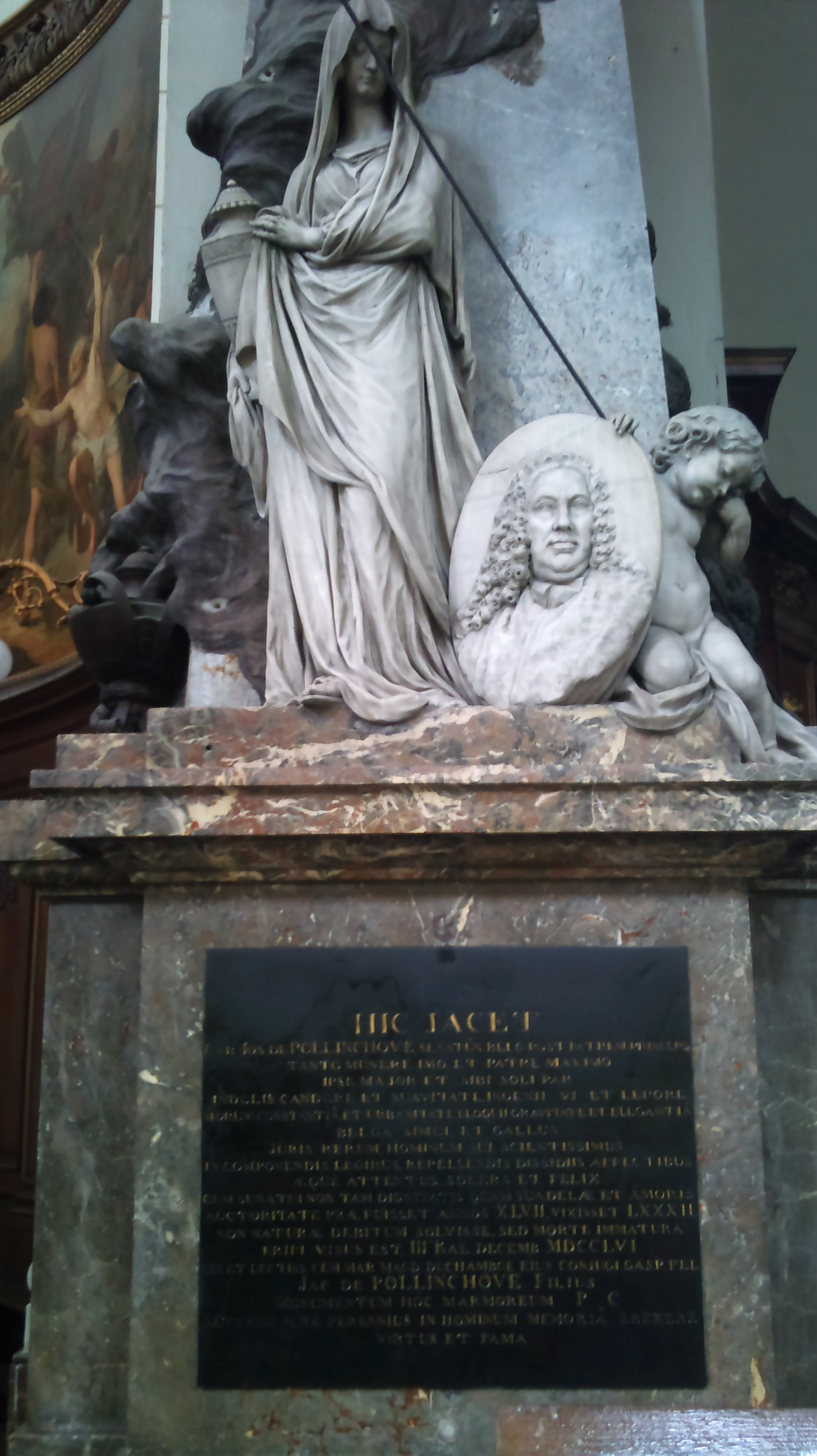
Het grafmonument voor de redder van de kerk Van Pollinchove in het linker transept
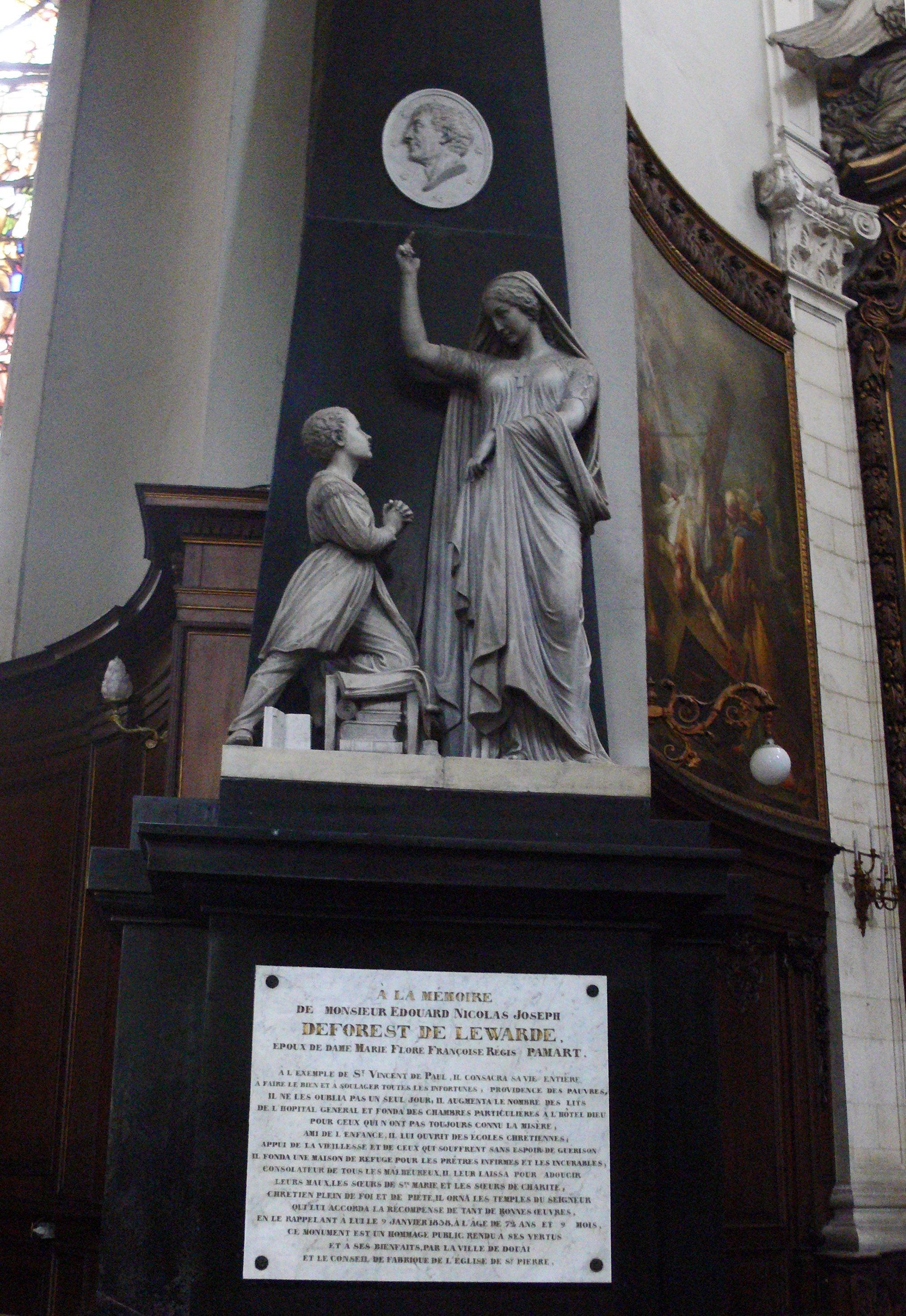
Het grafmonument voor Edouard-Nicolas-Joseph Deforest de Lewarde
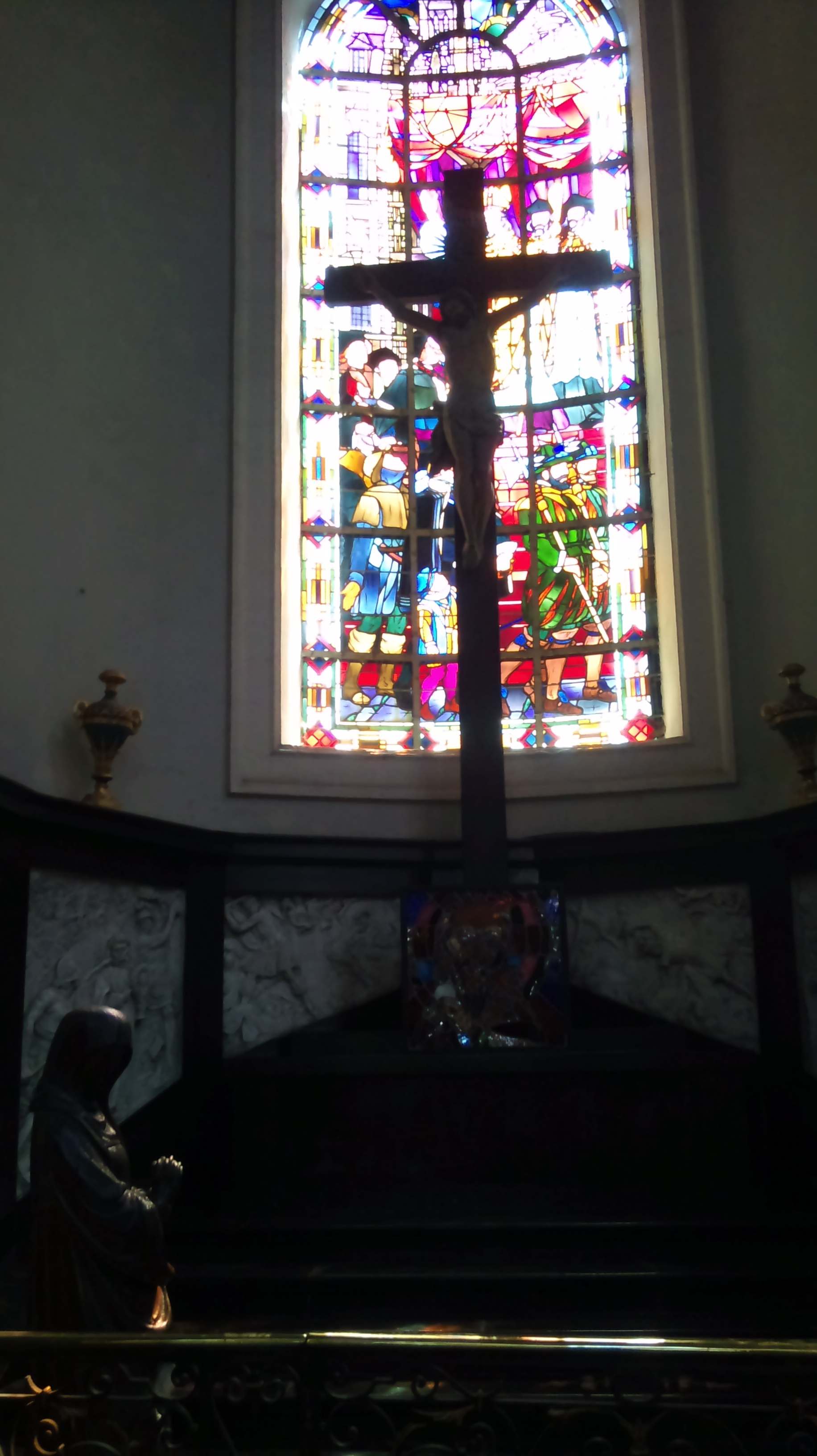
De Calvarieberg in het rechter transept
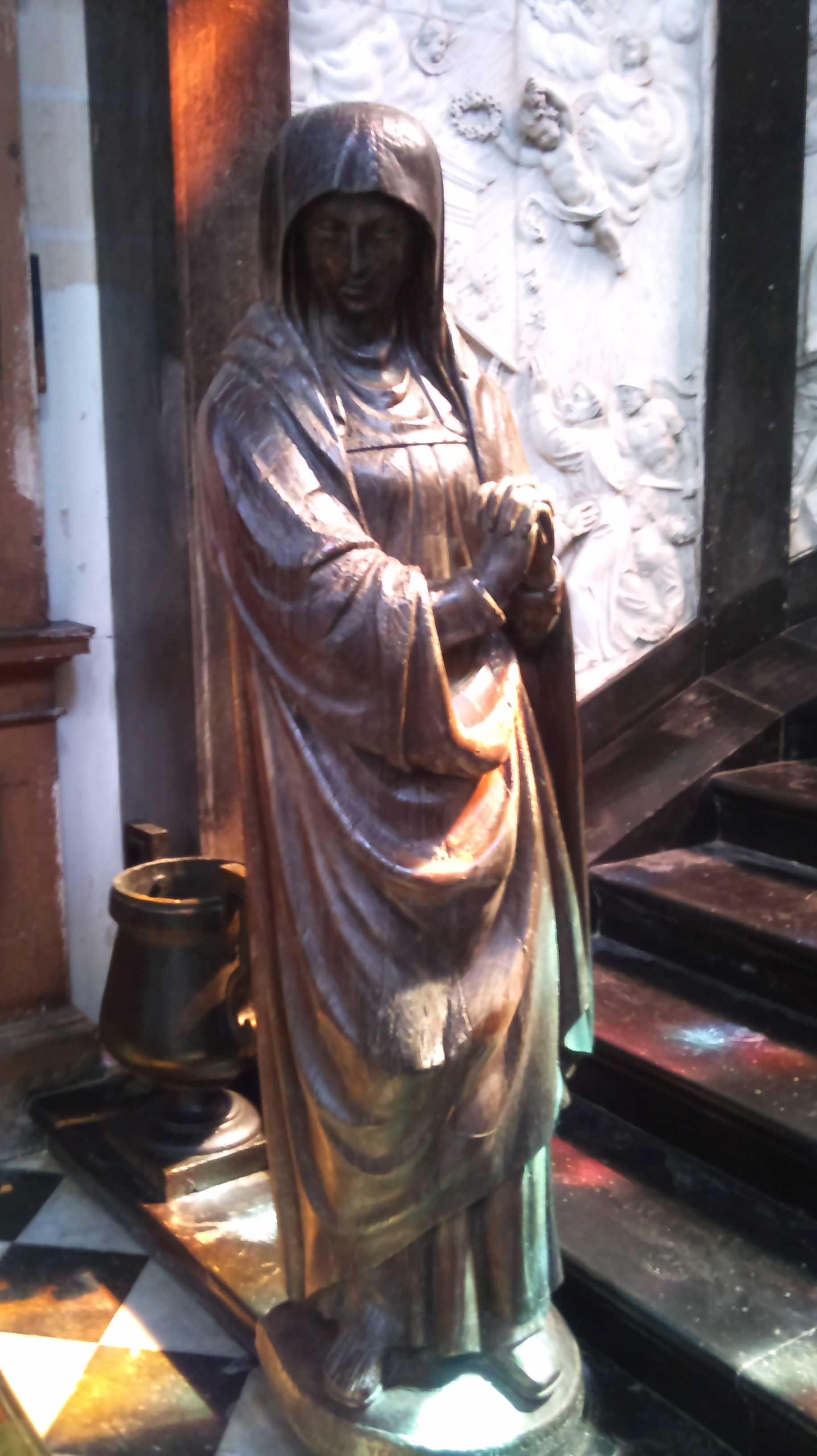
Een van de zes marmeren Bas-Reliefs afkomstig uit de Sint-Armandusabdij
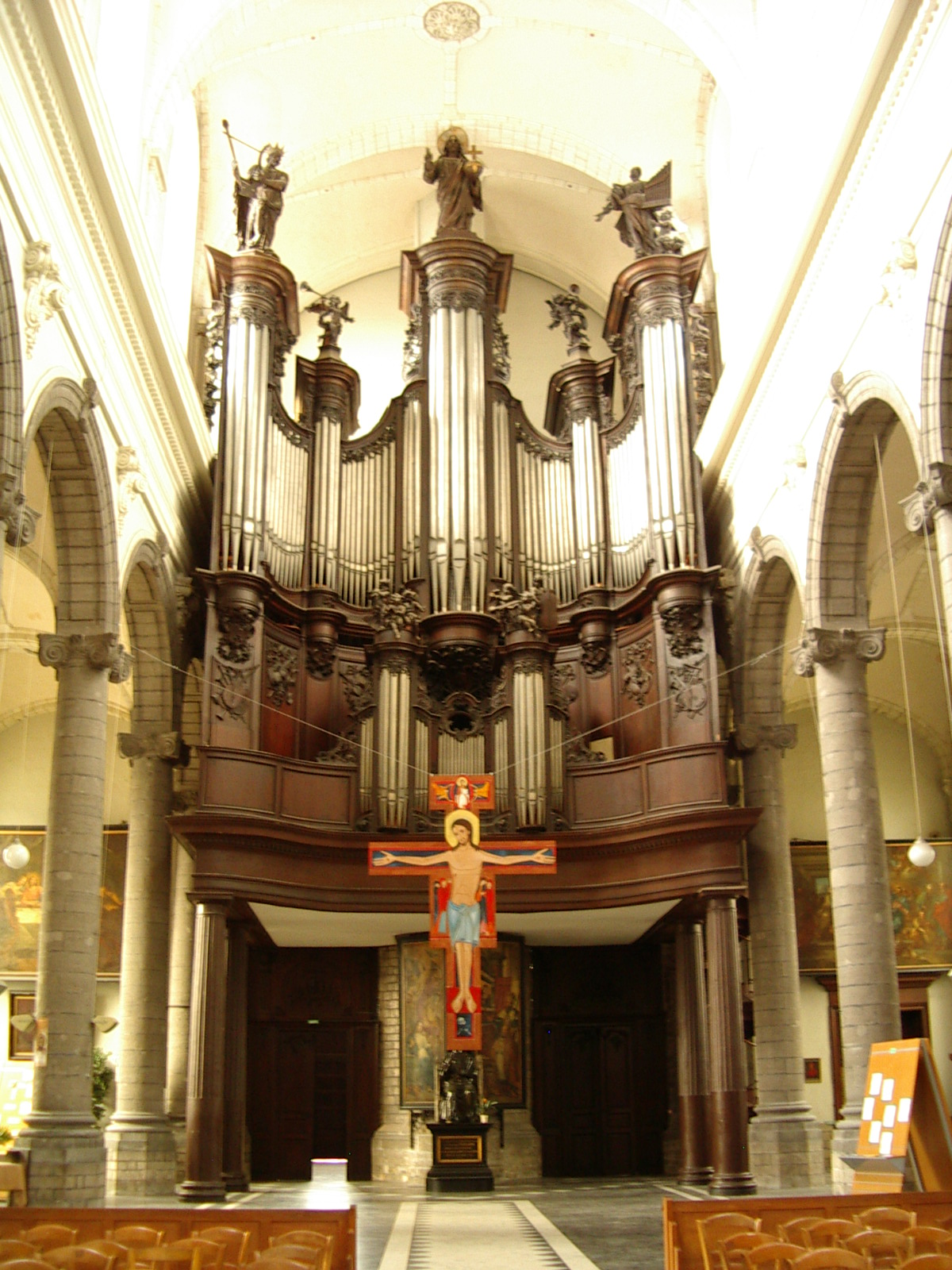
Het hoofdorgel van de kerk, afkomstig uit de Abdij van Anchin
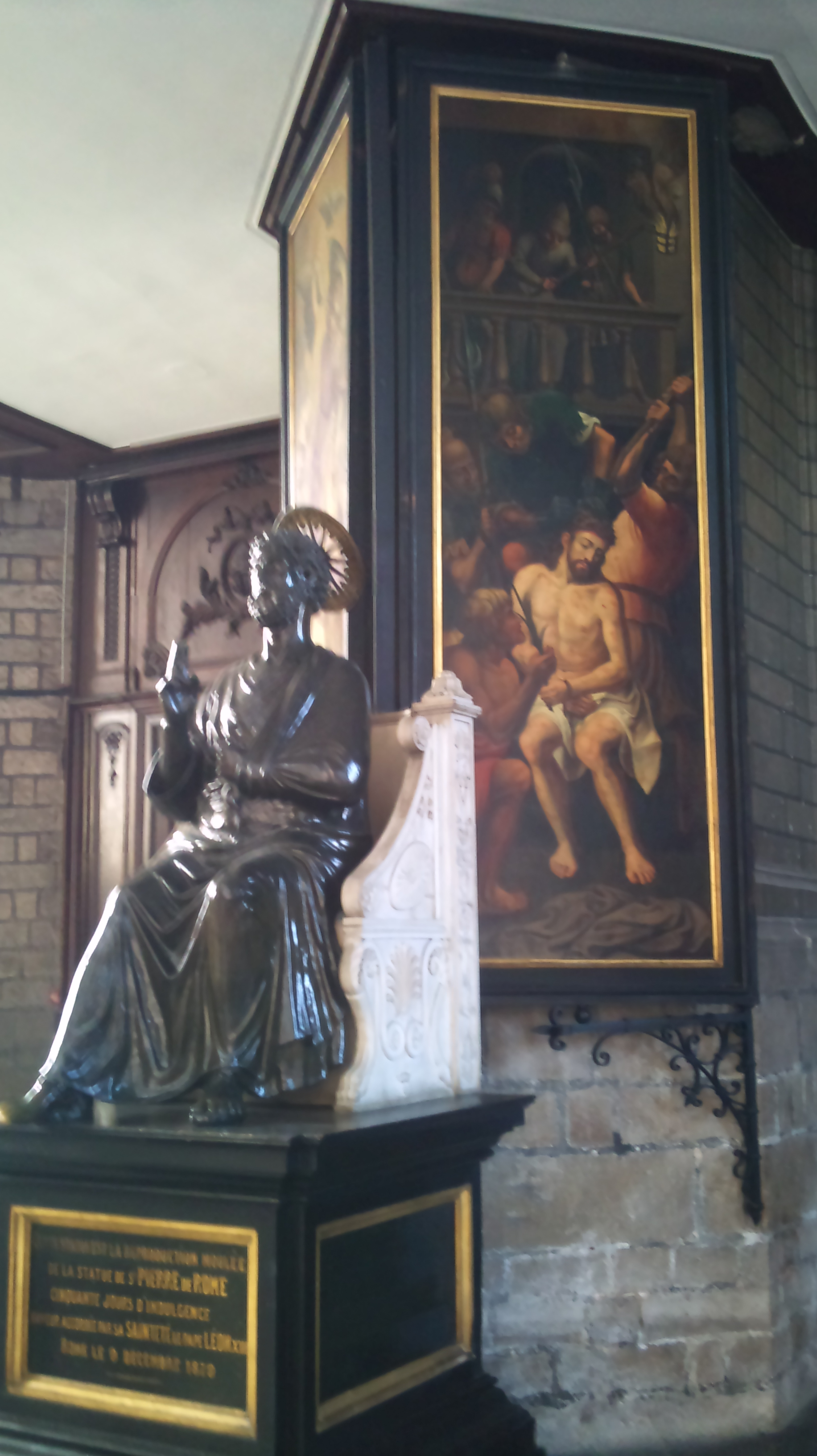
Een van de panelen, onderaan het orgel
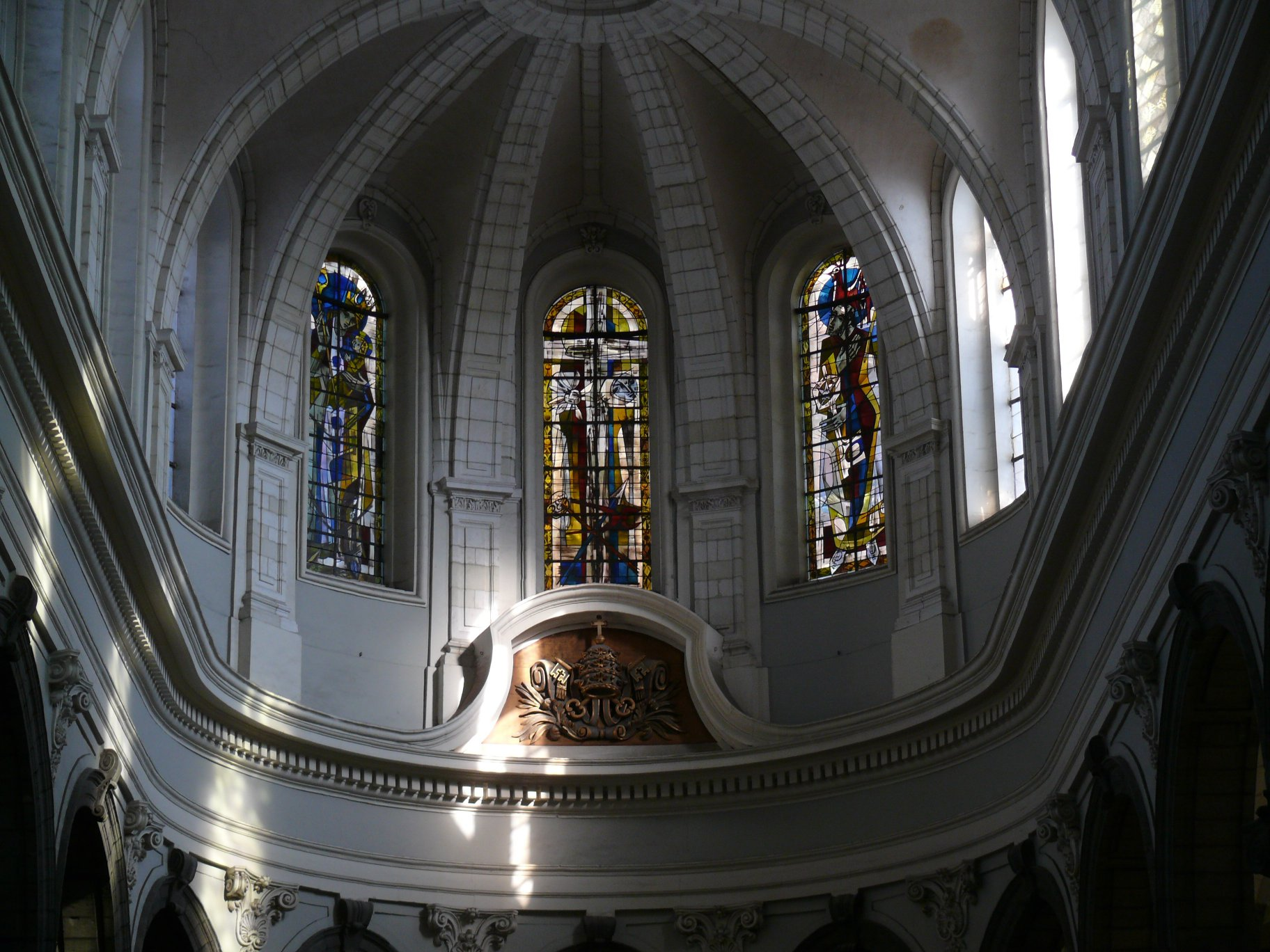
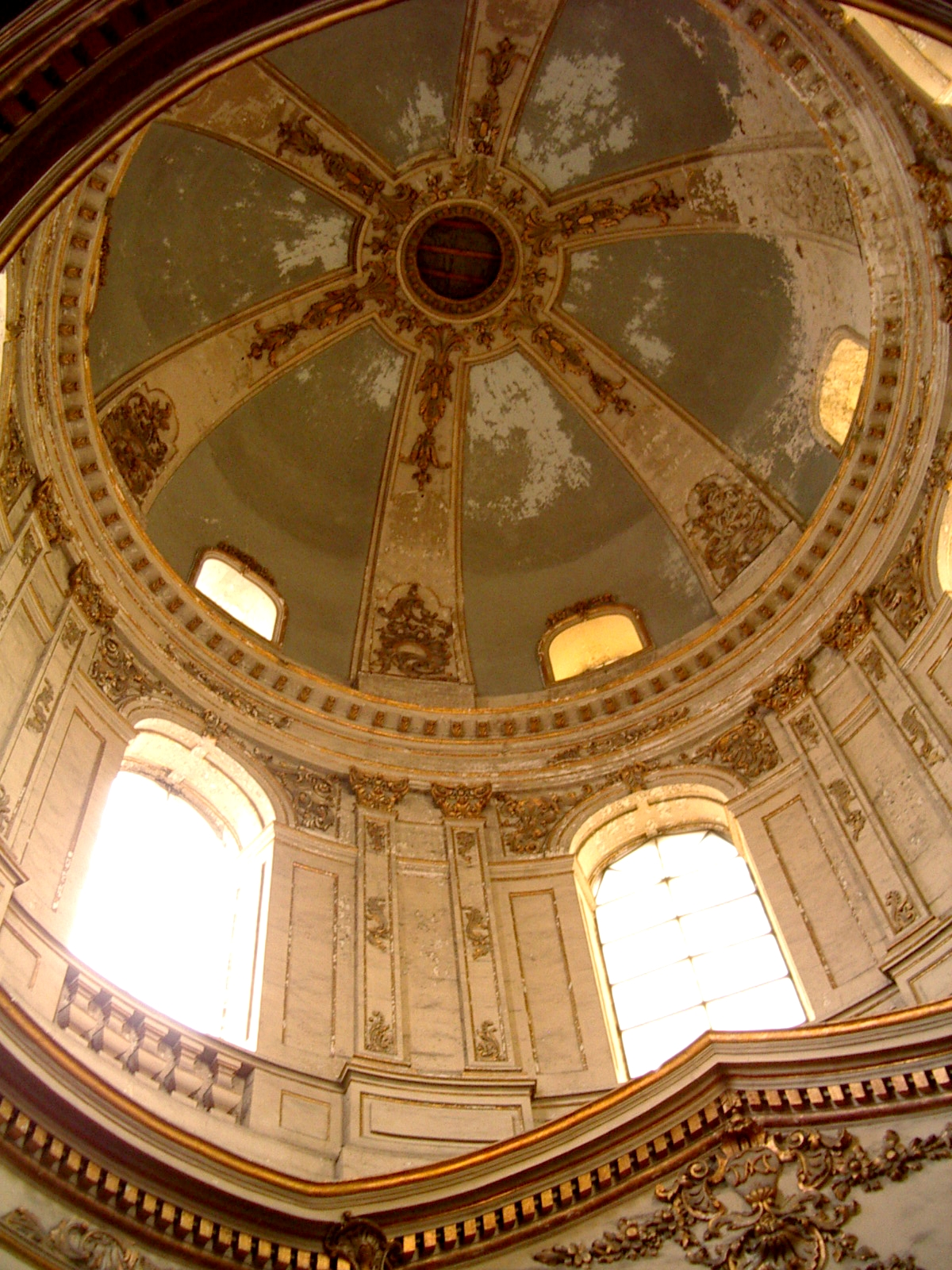
De koepel van de kerk
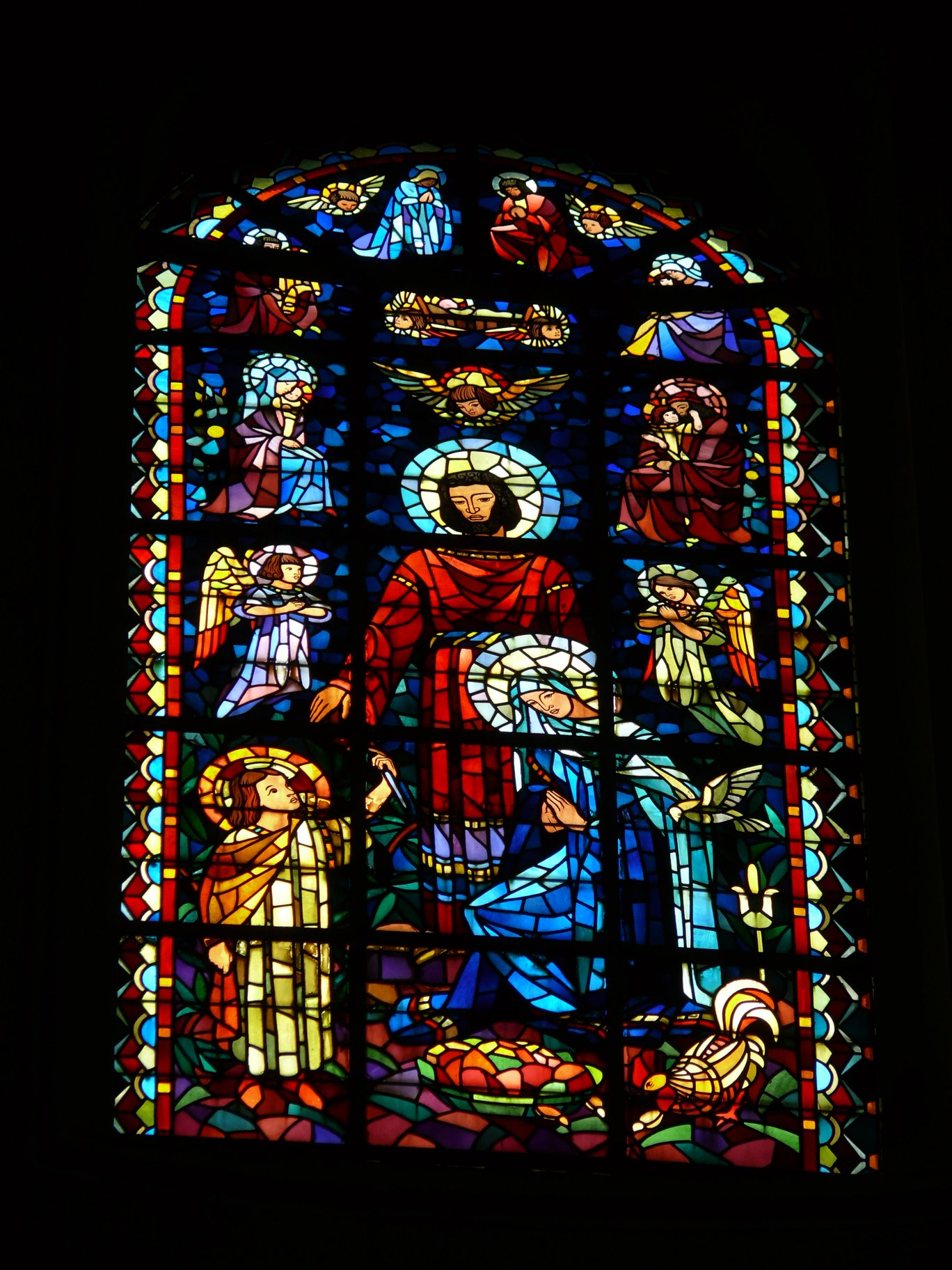
Een gebrandschilderd raam voor de kerk